# Zosterops tenuirostris
El anteojitos picofino (Zosterops tenuirostris) es una especie de ave paseriforme de la familia Zosteropidae endémica de la isla Norfolk, en el océano Pacífico.

## Distribución y hábitat
El anteojitos picofino se encuentra únicamente en la isla Norfolk, un territorio externo australiano situado en el Pacífico entre Nueva Zelanda y Nueva Caledonia. Su hábitat natural son los bosques subtropicales de zonas bajas. Está amenazado por la pérdida de hábita Debido a la introducción de especies exóticas tales como gatos, gallinas y la rata negra Rattus Rattus
Su población declinó alarmantemente para agosto de 2021 tan solo quedan un estimado de 250-300 aves en su hábitat natural habiendo desaparecido ya de varias partes de la isla.